# Montserrat Castelló i Badia
Montserrat Castelló Badia (Tàrrega, 10 de maig de 1960) és una catedràtica i investigadora catalana, membre de l'Institut d'Estudis Catalans i actual directora de l'Institut de Recerca (RePsy) de la Universitat Ramon Llull. La seva recerca s'ha especialitzat en les estratègies d'aprenentatge en el procés de composició escrita.

## Trajectòria
Va viure la infantesa a Tàrrega i posteriorment es va establir a Barcelona. El setembre de 1993 es va doctorar en psicologia a la Universitat Autònoma de Barcelona, i es va incorporar com a professora associada a la mateixa universitat. El 2002 fou nomenada Vicedegana de Recerca i Doctorat de la Facultat de Psicologia, Ciències de l'Educació i l'Esport de la Universitat Ramon Llull, càrrec que ocuparia fins al 2009. Entre 2008 i 2011 fou directora de la revista d'investigació Cultura y Educación.
El 2020 es va incorporar a l'Institut d'Estudis Catalans i actualment (2023) forma part de la Comissió d’avaluació del professorat de l'Agència per a la Qualitat del Sistema Universitari de la Generalitat de Catalunya.

## Publicacions
El 2020 havia publicat més de setanta articles en revistes indexades, la majoria com a primera autora, així com vuit llibres i més de quaranta capítols de llibre, en català, castellà i anglès. Destaquen L'avaluació per carpetes en el Pràcticum de psicopedagogia i Les estratègies en el procés de composició escrita una proposta d'ensenyament-aprenentatge del text argumentatiu (Bellaterra, 1995), entre d'altres.

## Premis i reconeixements
- 1997 - El Ministeri d'Educació i Ciència d'Espanya li va atorgar el Premi de pedagogia Rosa Sensat pel llibre Instantànies (Ed. Graó)
- 1996 - Premi extraordinari de doctorat a la Universitat Autònoma de Barcelona per la tesi Ensenyament i aprenentatge d'estratègies d'escriptura argumentativa[1]